# Jan Zbavitel
Jan Zbavitel (* 31. července 1942 Frenštát pod Radhoštěm) je český dirigent a pedagog.
Studoval na konzervatoři v Ostravě (klavír, hoboj, kompozice, dirigování), v roce 1970 vystudoval řízení orchestru na Janáčkově akademii múzických umění v Brně u Františka Jílka a Josefa Veselky. Od roku 1968 byl angažován v brněnské opeře jako korepetitor a sbormistr. V letech 1979–1985 byl šéfdirigentem opery v Ústí nad Labem, 1985–1992 opět v Brně, 1992–1994 dirigentem Slovenském národním divadla v Bratislavě. Od roku 1994 je uměleckým šéfem a šéfe dirigentem brněnské opery a od roku 2004 též šéfem opery v Plzni. Od roku 1988 působí jako pedagog Janáčkovy akademie múzických umění.

## Hlavní působiště
- 1979–1985 Státní divadlo v Ústí nad Labem - šéfdirigent
- 1985–1992 Národní divadlo v Brně - dirigent
- 1994-1999 a v roce 2003 Národní divadlo v Brně - umělecký šéf a dirigent opery
- 1992–1994 Slovenské národní divadlo v Bratislavě - dirigent
- 2004–2006 Divadlo Josefa Kajetána Tyla v Plzni - umělecký šéf a dirigent opery
- 1988– do současnosti JAMU - pedagog